# حسن عزت
حسن عزت (4 أبريل 1905 - 18 فبراير 2001) ممثل مصري.

## حياته ونشأته
ولد في الإسكندرية عام 1905 ميلادي.
تخرج من المدرسة العباسية الثانوية بالإسكندرية عام 1926 ثم سافر إلى أمريكا. التحق بالعمل في استوديوهات هوليوود ومثّل في بعض أفلامها. ثم رجع إلى مصر عام 1938 ليلعب دور البطولة في فيلم لاشين. عاد بعد ذلك إلى هوليوود ليكون أول ممثل مصري يعمل في هوليوود. من الأفلام الأمريكية التي مثّل فيها:
- Intrigue 1947
- Background to Danger 1943
- Reap the Wild Wind 1942

توفي في أمريكا عام 2001 عن عمر يناهز 95 عاماً.